# Lysimachia remyi
Lysimachia remyi är en viveväxtart som beskrevs av Wilhelm B. Hillebrand.
Lysimachia remyi ingår i släktet lysingar och familjen viveväxter.

## Underarter
Arten delas in i följande underarter:
- Lysimachia remyi maxima
- Lysimachia remyi remyi

## Bildgalleri

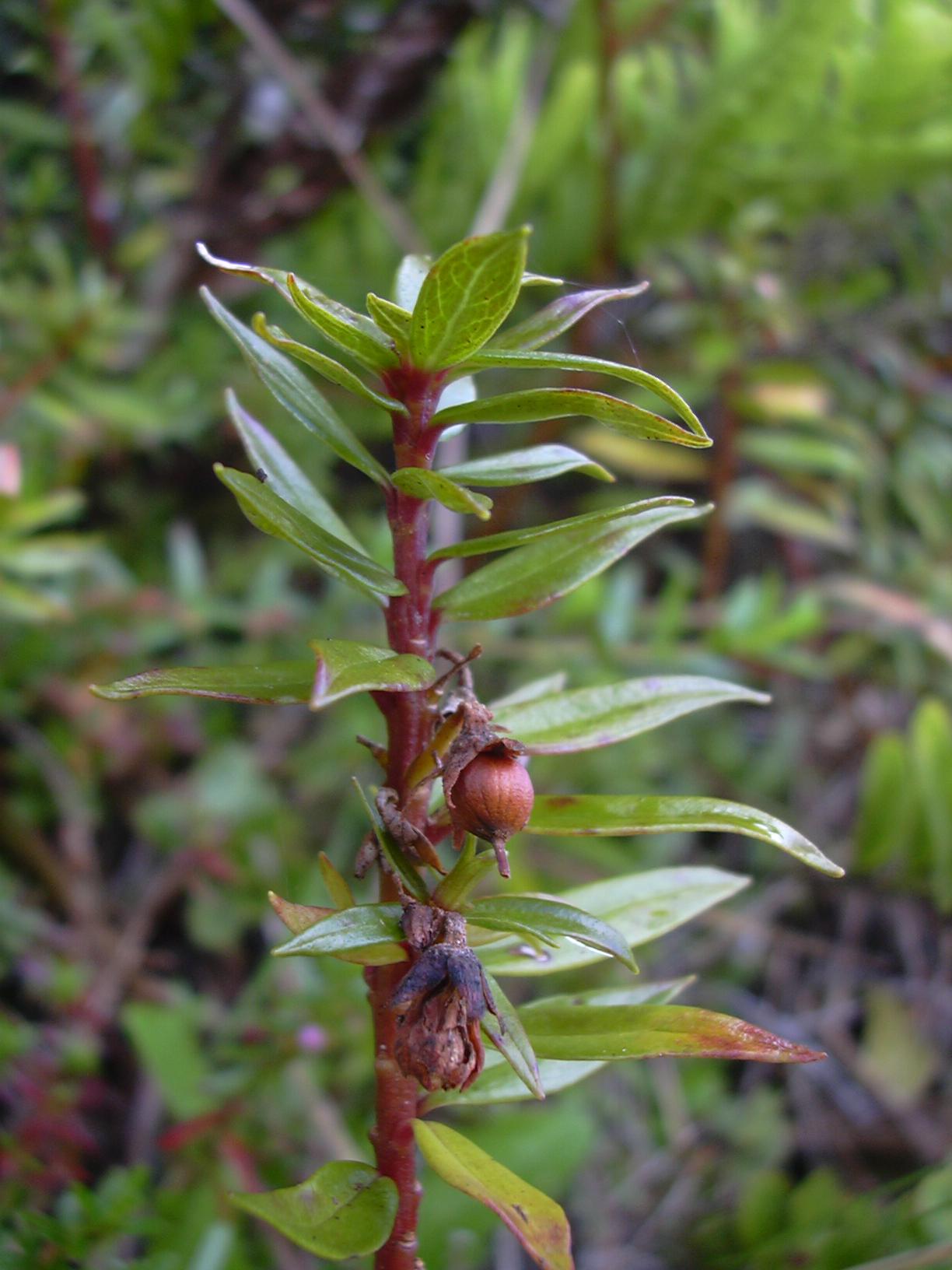